# Dendrobium sayeri
Dendrobium sayeri är en orkidéart som beskrevs av Rudolf Schlechter. Dendrobium sayeri ingår i släktet Dendrobium, och familjen orkidéer. Inga underarter finns listade i Catalogue of Life.